# تود بيرغن
تود بيرغن هو لاعب هوكي الجليد كندي، ولد في 11 يوليو 1963 في برينس ألبرت في كندا.

## وصلات خارجية
- تود بيرغن على موقع دوري الهوكي الوطني (الإنجليزية)
- تود بيرغن على موقع EliteProspects.com (الإنجليزية)
- تود بيرغن على موقع HockeyDB.com (الإنجليزية)
- تود بيرغن على موقع Hockey-Reference.com (الإنجليزية)